# 시크릿 (프로게이머)
시크릿(본명: 박기선, 1997년 5월 27일 ~ )은 대한민국의 전직 리그 오브 레전드 프로게이머이다. 아이디는 Secret이다. 현역 시절 포지션은 서포터였다.

## 선수 생활
2015년 5월 19일, 스베누 코리아에서 프로 커리어를 시작했다. 스베누에서는 비비드와의 주전경쟁을 하였다.
2016시즌에서는 좋지 못한 모습을 보여주었다.
2016년 6월 14일, 스베누와의 계약을 해지했다. 2017년 1월, 콩두 몬스터로 입단했다.
2019시즌을 앞두고 APK 프린스에 입단했다. 2020 스프링 시즌을 앞두고 팀이 챔피언스에 승격했다. 스프링 시즌 APK에서는 괜찮은 활약을 보여주었다. 하지만 서머 시즌에서는 부진한 모습을 보여주었다.
2021년, 리그 오브 레전드 재팬 리그의 라스칼 제스터에 입단했다. 스프링 시즌 LJL에서 좋은 활약을 보여주었다. 시즌 종료 이후 올프로팀에 선정되었다.
2022시즌 종료 이후 현역 은퇴를 선언했다.

## 소속팀
| # | 팀명          | 소속 기간             | 소속 리그     | 비고 |
| - | ------------- | --------------------- | ------------- | ---- |
| 1 | 스베누 코리아 | 2015.05.19~2016.06.14 | LCK           |      |
| 2 | 콩두 몬스터   | 2017.01.03~2018.11.05 | LCK CK LCK CK |      |
| 3 | APK 프린스    | 2018.12.12~2020.11.16 | CK LCK        |      |
| 4 | 라스칼 제스터 | 2021.01.12~2022.12.12 | LJL           |      |

## 수상 내역
- 리그 오브 레전드 챌린저스 코리아 서머 2017 준우승
- 제닉스 리그 오브 레전드 챌린저스 코리아 서머 2019 준우승